# Géza Toldi
Géza Toldi (11 februari 1909 – 16 augustus 1985) was een Hongaarse voetballer en voetbaltrainer. Hij speelde van 1934 tot 1938 bij het Hongaarse nationale elftal en was er aanvoerder vanaf 1936.

## Bondscoach
Van 27 oktober 1957 tot 26 mei 1958 was hij bondscoach van de Rode Duivels en begeleidde hij 6 wedstrijden. Als bondscoach werd Toldi opgevolgd door Constant Vanden Stock.
Hierna werd hij tot 1960 trainer van het toen in de eerste afdeling spelende Berchem Sport. Onder zijn leiding behaalde Berchem in seizoen 1958-1959 een tiende plaats en een jaar later de vijftiende en voorlaatste plaats.